# 第1総軍 (日本軍)
第1総軍（だいいちそうぐん）は、第二次世界大戦末期に、本土決戦を目的に設立された大日本帝国陸軍の総軍の一つである。

## 概要
太平洋戦争の戦局悪化に伴い、本土決戦に備えた決号作戦に基づき本土を東西に二分し、その東側を作戦地域とする総軍として昭和20年（1945年）4月8日に編成された。それまでも本土や朝鮮・台湾にある軍を指揮（指揮下）する組織として官衙たる防衛総司令部があったが、実働部隊を隷下に持たず軍隊ではなかった。
第1総軍は旧来の東部軍の軍管区だった東日本と、中部軍の軍管区のうち中部地方を作戦地域とし、重点地域は関東平野であった。なお、北海道および北方方面は大本営直轄の第5方面軍の作戦地域である。
終戦後、部隊の復員業務を行う第1復員司令部として同年10月に改称した。

## 基本情報
- 通称号：東方
- 軍隊符号：1SA
- 編成時期：昭和20年（1945年）4月8日
- 最終位置：東京

## 第1総軍の人事

### 司令官
- 杉山元 元帥：昭和20年（1945年）4月7日 - 昭和20年（1945年）9月14日
- 土肥原賢二 大将：昭和20年（1945年）9月14日 - 昭和20年（1945年）9月23日
- 梅津美治郎 大将：昭和20年（1945年）9月23日 - 昭和20年（1945年）10月1日
- 河辺正三 大将：昭和20年（1945年）10月1日 - 昭和20年（1945年）11月30日

※昭和20年（1945年）10月15日から第1復員司令官と改称。以下参謀長、参謀副長も同じ　

### 参謀長
- 須藤栄之助 中将：昭和20年（1945年）4月6日 - 昭和20年（1945年）11月30日

### 参謀副長
- 後藤光蔵 中将：昭和20年（1945年）4月6日 - 昭和20年（1945年）8月15日
- 石井正美 少将：昭和20年（1945年）8月15日 - 昭和20年（1945年）9月5日
- 中山寧人 少将：昭和20年（1945年）9月5日 - 昭和20年（1945年）10月27日
- 鎌田銓一 中将：昭和20年（1945年）9月5日 - 昭和20年（1945年）11月30日

### 高級参謀
- 吉本重章 大佐：昭和20年（1945年）4月6日 -

### 経理部長
- 迫栄吉 主計中将：昭和20年（1945年）4月7日[1] -

## 隷下部隊
| 第11方面軍（東北軍管区） - 第50軍 - 第157師団 - 第308師団 - 独立混成第95旅団 - 第72師団 - 第142師団 - 第222師団 - 第322師団 - 独立混成第113旅団 第13方面軍（東海軍管区） - 第54軍 - 第143師団 - 第224師団 - 第355師団 - 独立混成第97旅団 - 独立混成第119旅団 - 独立混成第120旅団 - 第3砲兵司令部 - 第73師団 - 第153師団 - 第229師団 - 高射第2師団 - 独立戦車第8旅団 - 第9工兵隊司令部 | 第12方面軍（東部軍管区） - 第36軍 - 第81師団 - 第93師団 - 第201師団 - 第202師団 - 第209師団 - 第214師団 - 戦車第1師団 - 戦車第4師団 - 海上機動第4旅団 - 第51軍 - 第44師団 - 第151師団 - 第221師団 - 独立混成第115旅団 - 独立混成第116旅団 - 独立戦車第7旅団 - 第7砲兵司令部 - 第52軍 - 近衛第3師団 - 第147師団 - 第152師団 - 第234師団 - 独立戦車第3旅団 - 第8砲兵司令部 | - 第53軍 - 第84師団 - 第140師団 - 第316師団 - 独立混成第117旅団 - 独立戦車第2旅団 - 第11砲兵司令部 - 東京湾兵団 - 第354師団 - 独立混成第96旅団 - 独立混成第114旅団 - 東京湾要塞司令部 - 東京防衛軍 - 警備第1旅団 - 警備第2旅団 - 警備第3旅団 - 第321師団 - 高射第1師団 - 独立混成第66旅団 - 独立混成第67旅団 - 第2砲兵隊司令部 - 第1通信隊司令部 - 第2通信隊司令部 - 第3警備隊司令部 - 第8野戦輸送司令部 |